# Bauzi – Der Pinguin aus der Antarktis
Bauzi – Der Pinguin aus der Antarktis (jap. 小さなペンギン ロロの冒険, Chiisana Pengin: Roro no Bōken, russisch Приключения пингвинёнка Лоло, Prikljutschenija pingwinjonka Lolo, dt. „Der kleine Pinguin: Lolos Abenteuer“) ist ein japanisch-sowjetischer Film aus dem Jahr 1986. Er wurde von Life Work Corp., Enoki Films und Sojusmultfilm produziert und ist in Deutschland auch als Bauzi – Der kleine Pinguin bekannt. 

## Handlung
Nachdem eine Schar von Pinguinen zu Beginn des Sommers in die Antarktis zurückgekehrt ist, wird der junge Pinguin Bauzi geboren. Er ist abenteuerlustig und freundet sich mit dem Pinguinmädchen Rosalie und einem Husky-Welpen an, der mit einem Forscher in die Antarktis gekommen ist. Doch eines Tages treiben Bauzi und Rosalie auf einer Eisscholle von ihrem Schwarm davon und nach Norden. Dort sehen sie sich mit allerlei Gefahren konfrontiert und werden schließlich von einer Gruppe Wilderern gefangen.
Doch dank Bauzis Tatendrang gelingt es ihnen, sich und einen weiteren Pinguin zu befreien und zurückzukehren. Die Wilderer sind jedoch auch in ihre Heimat gekommen und haben die anderen jungen Pinguine gefangen. Bauzi führt die erfolgreiche Rettung der Jungen an und als der Winter beginnt, zieht der Schwarm angeführt von Bauzi nach Norden.

## Produktion und Veröffentlichung
Der Film wurde unter der Regie von Gennadi Sokolski und Kenjirō Yoshida bei Life Work Corp., Enoki Films und Sojusmultfilm produziert. Produzent war Tōru Komori. Nach dem Konzept von Takeo Nishiguchi wurde von Wiktor Mereschko, Eichi Taji und Shozo Matsuda das Drehbuch geschrieben. Für das Charakterdesign war Hiromitsu Morita verantwortlich, Yukio Abe hatte die künstlerische Leitung inne.
Der 78 Minuten lange Film wurde am 1. Januar 1986 in den sowjetischen Kinos erstmals gezeigt. Die japanische Premiere war am 27. März gleichen Jahres. Es folgten eine holländische Fernsehausstrahlung 1988 und eine Videoveröffentlichung in den USA 1993. Der Film kam zuerst am 21. Februar 1993 in Deutschland in die Kinos. Die Veröffentlichung durch Taurus Video unter dem Label Junior  auf VHS 1994 erfolgte mit dem Titel Bauzi – Der Pinguin aus der Antarktis. Später folgte eine DVD mit dem Titel Bauzi – Der kleine Pinguin. Die deutschsprachige Fassung basiert auf der von Enoki Films für die USA lizenzierten und bearbeiteten Version. In der amerikanischen und der deutschen Fassung wurde nicht die Originalmusik verwendet, sondern ein von Mark Mercury (als „Bullets“) komponierter Soundtrack.

### Synchronisation
| Rolle        | japanischer Sprecher (Seiyū) | deutscher Sprecher | russische Sprecher  |
| ------------ | ---------------------------- | ------------------ | ------------------- |
| Lolo/Bauzi   | Kazuko Sugiyama              |                    | Svetlana Stepchenko |
| Pepe/Rosalie | Sanae Miyuki                 |                    | Ludmila Gnilova     |